# Rāmachandrapuram
Rāmachandrapuram är en ort i Indien.   Den ligger i distriktet East Godāvari och delstaten Andhra Pradesh, i den sydöstra delen av landet, 1 400 km söder om huvudstaden New Delhi. Rāmachandrapuram ligger 12 meter över havet och antalet invånare är 42 977.
Terrängen runt Rāmachandrapuram är mycket platt. Runt Rāmachandrapuram är det tätbefolkat, med 530 invånare per kvadratkilometer. Närmaste större samhälle är Mandapeta, 11,0 km väster om Rāmachandrapuram. Trakten runt Rāmachandrapuram består till största delen av jordbruksmark.